# Dik Verkuil
Dik Verkuil (Schoonhoven, 14 januari 1960) is een Nederlandse biograaf, historicus en journalist.

## Biografie
Verkuil groeide op in Gorinchem in een protestants-christelijk gezin. Hij studeerde geschiedenis aan de Universiteit Utrecht, waar hij in 1986 cum laude afstudeerde op een scriptie over Jacques de Kadt onder begeleiding van Maarten van Rossem. Zijn vervangende dienstplicht vervulde hij bij het Pedagogisch Didactisch Instituut van de Universiteit Utrecht. Daarna werkte hij voor verschillende Nederlandse nieuwsmedia, waaronder het Algemeen Nederlands Persbureau en de NOS, sinds 2005 als eindredacteur nieuws.
Naast zijn journalistieke loopbaan schreef Verkuil meerdere boeken over de moderne Nederlandse politiek en politieke partijen. Tot zijn publicaties behoren Een positieve Grondhouding (1992), over de oprichting van het CDA en De Nederlandse Politiek in een Notendop (2010), een handboek over de Nederlandse politiek. Ook schreef hij mee aan Van de Straat naar de Staat (2010), over  GroenLinks.
In 2019 publiceerde Verkuil De Gedrevene, een biografie van Joop den Uyl, PvdA-politicus en voormalig minister-president. Sindsdien werkt hij aan een biografie over VVD-politicus Frits Bolkestein, die in het najaar van 2025 zal verschijnen. Deze biografie wordt tevens zijn proefschrift aan de Rijksuniversiteit Groningen, onder begeleiding van Hans Renders en Gerrit Voerman.
Hiernaast werkte Verkuil mee aan tientallen lesboeken van GeschiedenisWerkplaats voor het middelbaar onderwijs.
Verkuil is getrouwd en heeft vier kinderen. 